# Карцев, Роман Андреевич
Рома́н Андре́евич Ка́рцев (настоящее имя — Рома́н А́ншелевич Кац; 20 мая 1939, Одесса — 2 октября 2018, Москва) — советский и российский артист эстрады, театра и кино; народный артист Российской Федерации (1999). Актёр Московского театра миниатюр под руководством Михаила Жванецкого.
На протяжении нескольких десятилетий выступал в дуэте с Виктором Ильченко (Карцев и Ильченко), строившим своё творчество на сотрудничестве с М. М. Жванецким. Исполнял миниатюры собственного сочинения, снялся в ряде ставших известными кинокартин, в документальном кино, выступил как артист озвучания мультфильмов и чтец сочинений Антона Чехова, Михаила Зощенко, Даниила Хармса.

## Биография
Родился 20 мая 1939 года в Одессе в еврейской семье. Отец — Аншель Лейзерович Кац (19 декабря 1912 — 31 июля 1978), футболист, участник Великой Отечественной войны, после ранения и демобилизации в 1946 году — судья матчей второй лиги чемпионатов Украинской ССР и тренер. Мать — Сура-Лея (в быту Соня) Рувиновна Фуксман (21 декабря 1913, Одесса — 25 июля 1978), была секретарём парторганизации обувной фабрики и контролёром ОТК. Дед по материнской линии Рувин Гершкович Фуксман (1883, Староконстантинов — ?), в честь которого назван артист, был синагогальным кантором; бабушка — Ента Шмульевна Замощина (1883, Бендеры — ?). Разговорным языком в семье был идиш.
До войны жил с родителями в Тирасполе, где в 1939—1941 годах его отец был нападающим тираспольской команды во второй лиге чемпионата СССР по футболу. Во время Великой Отечественной войны вместе с матерью и братом был в эвакуации в Омске; оставшиеся в Одессе бабушки и дедушки погибли при попытке эвакуироваться. После демобилизации отца (1946) вся семья вернулась в Одессу.
После окончания школы в 1956 году пошёл работать наладчиком на швейную фабрику «Авангард». Тогда же начал выступать в драмкружке Дома культуры моряков. В 1960 году получил приглашение в самодеятельный студенческий театр «Парнас-2» при одесском институте инженеров морского флота, где познакомился с будущим постоянным партнёром Виктором Ильченко и автором текстов Михаилом Жванецким.
В 1972 году заочно окончил актёрский факультет ГИТИСа.
Умер 2 октября 2018 года в Москве на 80-м году жизни. Известно, что Роман Карцев около трёх месяцев лежал в больнице, где перенёс инсульт. Прощание с актёром прошло 4 октября 2018 года в Центральном доме литераторов. Похоронен 4 октября в Москве на Аллее актёров Троекуровского кладбища, памятник на могиле — архитектор И. В. Кунина.

## Творчество

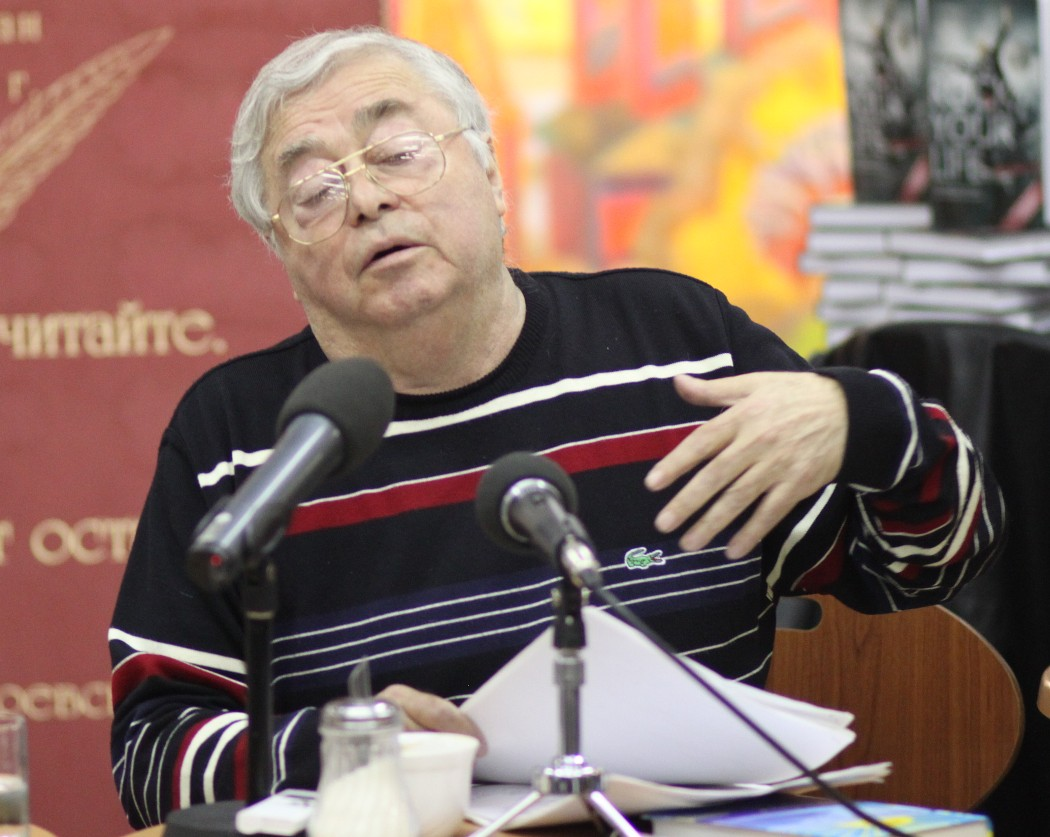
Роман Карцев читает монолог, 2011 год

### Эстрадная и театральная деятельность
В 1961 году переехал в Ленинград. 22 ноября 1962 года был принят в Театр миниатюр Аркадия Райкина, где по совету Аркадия Райкина взял сценический псевдоним Роман Карцев.
В 1964 году в Ленинград переехал Жванецкий, и в 1967 году начинается работа над его спектаклем «Светофор».
В 1969 году после ухода из Театра миниатюр вместе с Ильченко и Жванецким вернулся в Одессу. В 1970 году Карцев, Ильченко и Жванецкий стали лауреатами Всесоюзного конкурса артистов эстрады.
Выступая совместно с Виктором Ильченко в жанре эстрадной репризы, Роман Карцев приобрёл большую популярность у зрительской аудитории. Благодаря трансляциям по радио в передаче «С добрым утром!», телевидению и выступлениям в программе «Вокруг смеха» известность получили юмористические номера «Авас», «Раки» и другие. На фирме грамзаписи «Мелодия» вышла пластинка с несколькими миниатюрами Михаила Жванецкого в исполнении дуэта Карцев и Ильченко, распространялись многочисленные магнитофонные записи их выступлений.
В 1979 году Карцев и Ильченко переехали в Москву и начали работать в Московском театре миниатюр, где участвовали в постановке спектаклей «Избранные миниатюры», «Когда мы отдыхали», «Хармс! Чармс! Шардам! или Школа клоунов», «Птичий полёт», «Полночное кабаре».
С 1987 года Карцев и Ильченко выступали в Московском театре миниатюр под руководством Михаила Жванецкого.
В 1998 году стал Лауреатом Кубка Аркадия Райкина на Международном Фестивале «MORE SMEHA», Рига.

После смерти в 1992 году своего постоянного партнёра Виктора Ильченко выступал на эстраде с моноспектаклями. Как соло артист участвовал в постановках «Моя Одесса» (памяти Виктора Ильченко), «Зал ожидания» (авторы: Семён Альтов и Марьян Беленький). В репертуаре Карцева, кроме произведений Михаила Жванецкого, были также Чехов, Хармс, Зощенко и другие авторы. Выступал в театре «Эрмитаж» Михаила Левитина и театре эстрады.

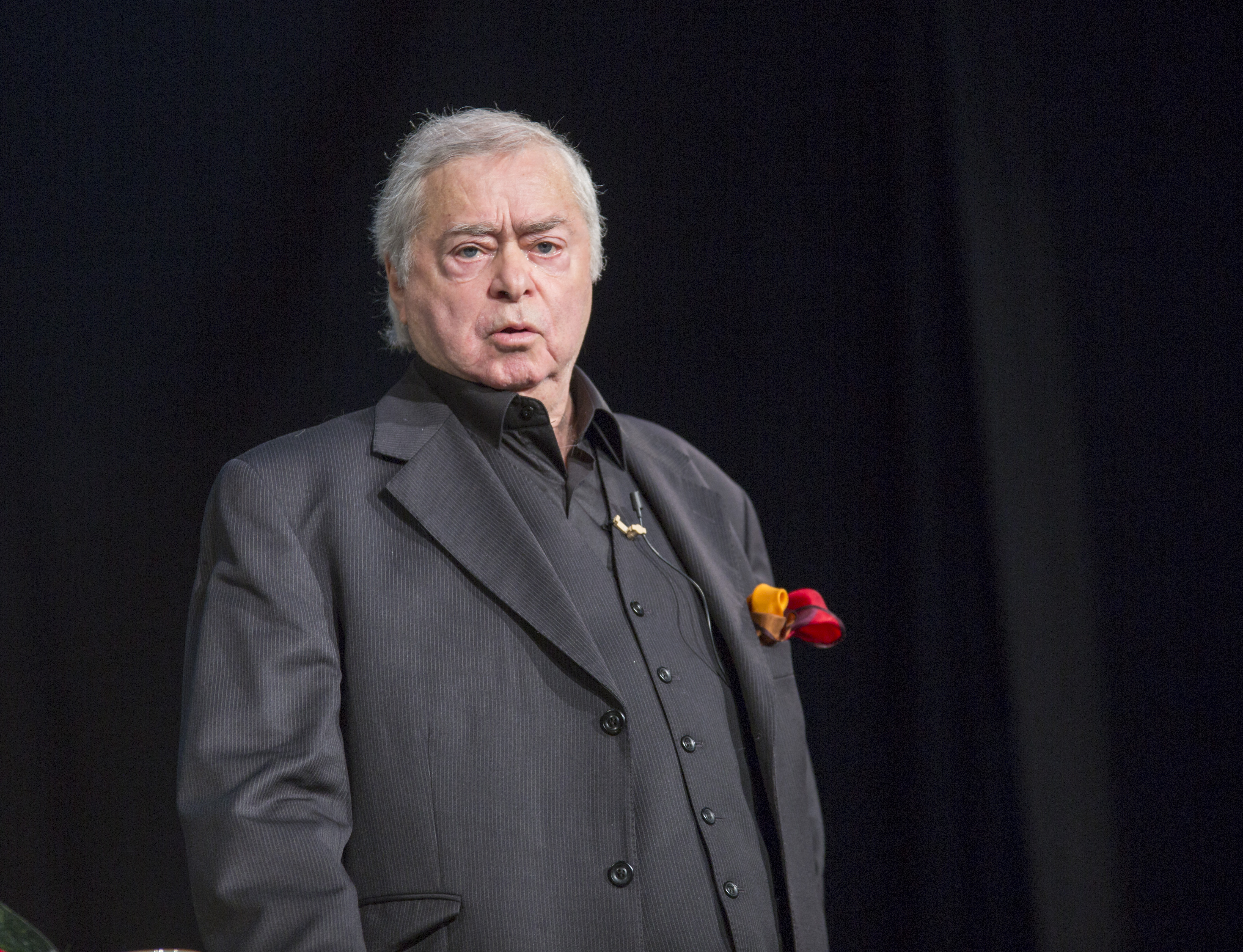
Выступление в Петах-Тикве, 2017 год

### Работа в кино
В кино начал сниматься с 1971 года в основном в небольших, эпизодических острохарактерных ролях. Наиболее запомнился зрителям по ролям в картинах «Собачье сердце», «Небеса обетованные», «Старые клячи» и «Мастер и Маргарита», в роли Боярского в фильме «Биндюжник и Король», поставленному по пьесе Исаака Бабеля «Закат».

## Семья
Сестра — Лиза Аншелевна Кац. Брат — Алик Аншелевич Кац, артист цирка, фокусник, работал в США в цирке и на эстраде под псевдонимом Карц.
Жена — Виктория Павловна Кассинская (род. 9 июля 1949), до замужества работала в Одессе танцовщицей кордебалета.
- Дочь — Елена Романовна Кассинская (род. 13 июля 1971), фармацевт. Муж — Владимир Гурдус, бизнесмен от фармацевтики. В разводе.
  - Внучка — Вероника Владимировна Евстигнеева (Гурдус) (род. 7 мая 1992), актриса, окончила актерский факультет в Нью-Йорке, вернувшись в Россию, поступила в Театральную школу Константина Райкина и потом — в Институт театрального искусства им. И. Кобзона. Параллельно с учебой служит в драмтеатре «Наш». Муж (с 2017) — Никита Евстигнеев;
    - Правнучка — Нелли Никитовна Евстигнеева (род. 2019)

  - Внук — Леонид Владимирович Кассинский (Гурдус)[24][25].
- Сын — Павел Романович Кассинский (род. 17 августа 1976), фармацевт и актёр.

## Фильмография
— главная роль

| Год  |     | Название                                | Роль                                            |
| ---- | --- | --------------------------------------- | ----------------------------------------------- |
| 1967 | док | Аркадий Райкин                          | камео                                           |
| 1967 | тсп | Аркадий Райкин. Адрес: Театр            | Имя персонажа не указано                        |
| 1971 | кор | Операция "Герцог"                       | агент                                           |
| 1974 | кор | О загадках смеха и...                   | камео                                           |
| 1975 | ф   | Волны Чёрного моря                      | антрепренёр Дацарилла Неустрашимого             |
| 1975 | кор | Миниатюры. М. Жванецкий                 | дуэт с Виктором Ильченко                        |
| 1976 | кор | Трудный день - понедельник              |                                                 |
| 1977 | ф   | Волшебный голос Джельсомино             | школьный учитель                                |
| 1979 | ф   | Дюма на Кавказе                         | Лефер, кондитер Дюма                            |
| 1979 | мф  | Олимпийский характер                    | репортёр-воробей / Филин                        |
| 1983 | тсп | Золотая рыбка                           | артист Карцев                                   |
| 1985 | ф   | Долгая память                           | дядя Яша                                        |
| 1987 | мф  | Контакты... конфликты... 4              | читает текст                                    |
| 1988 | ф   | Собачье сердце                          | Швондер, председатель домкома                   |
| 1989 | ф   | Нечистая сила                           | Щербатый                                        |
| 1989 | ф   | Биндюжник и Король                      | Лазарь Боярский, жених Двойры                   |
| 1991 | ф   | Господня рыба                           | эпизод                                          |
| 1991 | тсп | Как это делалось в Одессе               |                                                 |
| 1991 | ф   | Небеса обетованные                      | Соломон, житель поселка "Закат коммунизма"      |
| 1992 | ф   | Квартира                                | Генрих Иванович Валенчик                        |
| 1992 | ф   | Ноев Ковчег                             | Имя персонажа не указано                        |
| 1993 | ф   | Предсказание                            | патриот-антикоммунист                           |
| 2000 | ф   | Старые клячи                            | Иосиф Лозовский, директор театра                |
| 2005 | ф   | Мастер и Маргарита                      | Максимилиан Андреевич Поплавский, дядя Берлиоза |
| 2008 | ф   | Улыбка Бога, или Чисто одесская история | Михаил Перельмутер, портной, отец Ани           |
| 2010 | ф   | В стиле Jazz                            | одесский таксист                                |
| 2018 | док | INTO_нация Большой Одессы               | камео                                           |

## Дискография
- Роман Карцев и Виктор Ильченко «Что случилось/О городах» (1971, Мелодия, Vinyl)
- Роман Карцев, Виктор Ильченко, Михаил Жванецкий (1977, Мелодия, Vinyl)
- Роман Карцев, Виктор Ильченко, Михаил Жванецкий «Юмористические песни и рассказы» (1978, Мелодия, Vinyl)
- Михаил Жванецкий, Роман Карцев, Виктор Ильченко «Дискотека смеха» (1987, Мелодия, Vinyl)
- Роман Карцев, Виктор Ильченко, Михаил Генин, Зиновий Гердт «Дискотека смеха» (1988, Мелодия, Vinyl)
- Роман Карцев «Моя Одесса» (1997, Синтез Продакшн, CD)
- Роман Карцев «Моя Одесса» (2001, Синтез Продакшн, Cass)
- Роман Карцев и Виктор Ильченко «Раки» (2003, Студия Монолит, CD)
- Роман Карцев и Виктор Ильченко «Авас» (2004, Студия Монолит, CD)
- Аркадий Райкин, Роман Карцев, Ефим Шифрин «Это было недавно, это было давно» (2006, Дивайс, DVD)

## Документалистика
- Документальный фильм из цикла «Больше, чем любовь». Автор: Владимир Оренов. ООО «Студия „Фишка-фильм“». 2020 г (18 января 2020). Роман Карцев.  38 мин. Россия-Культура. {{cite episode}}: |series= пропущен или пуст (справка); Внешняя ссылка в |credits= (справка)

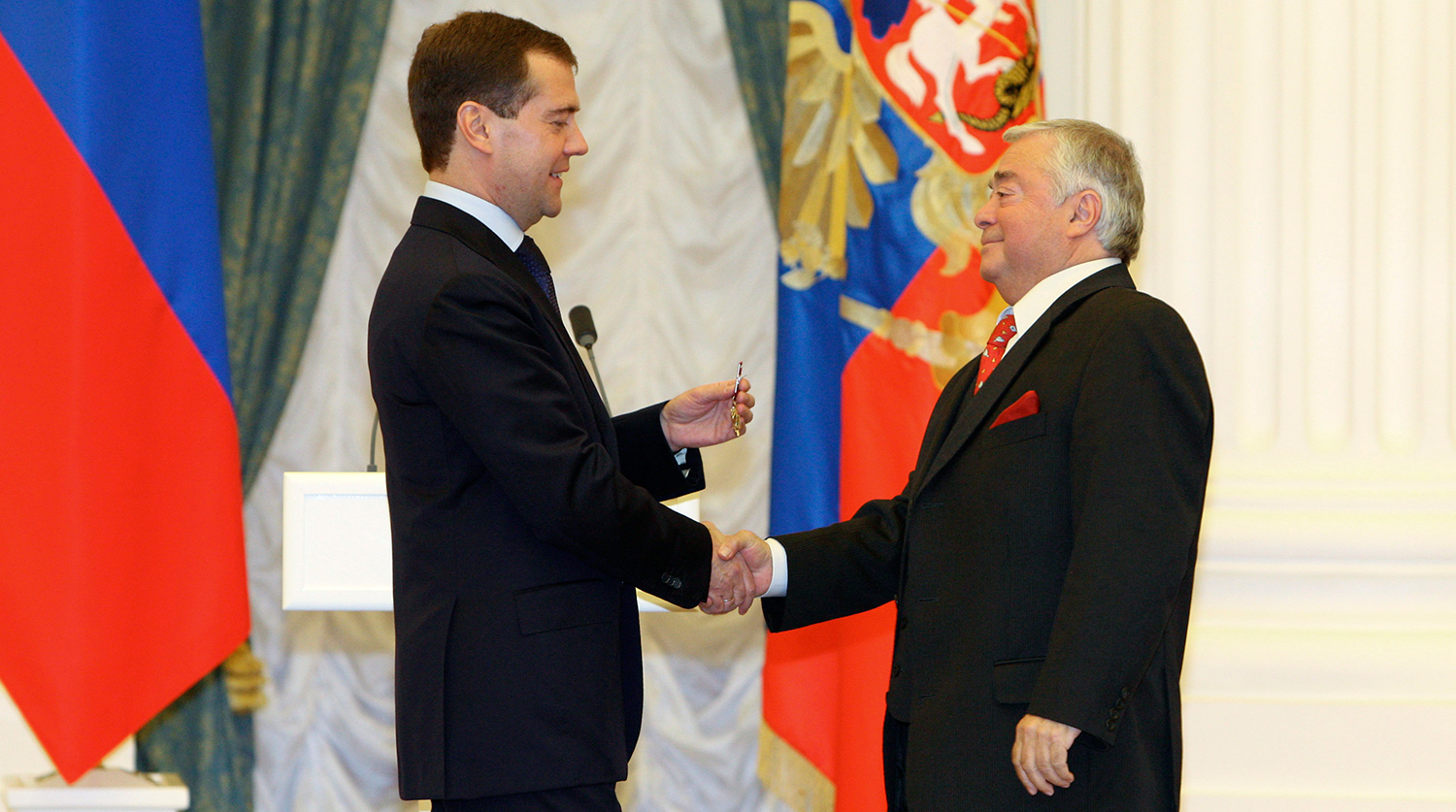
Награждение орденом «За заслуги перед Отечеством» IV степени, 2 ноября 2009 года

## Награды и звания
- Орден «За заслуги перед Отечеством» IV степени (20.05.2009) — за большой вклад в развитие отечественного эстрадного искусства и многолетнюю творческую деятельность[26]
- Медали СССР и РФ;
- Народный артист Российской Федерации (30.07.1999) — за большие заслуги в области искусства[27];
- Заслуженный артист РСФСР (19.02.1990)[28];
- Премия «Скрипач на крыше» в номинации «Человек-легенда» (2013) — за выдающийся вклад в отечественную культуру[29];
- Лауреат фестиваля юмора «Золотой Остап» (Санкт-Петербург)[30];;
- Приз конкурса «Одессит года — 2003» в номинации «Легенда Одессы» (2003)[30].